# جاي روجر بورتر
جاي روجر بورتر (بالإنجليزية: J. Roger Porter)‏ هو عالم أحياء دقيقة أمريكي، ولد في 1909، وتوفي في 1979.